# Mindaugas Kvietkauskas
Mindaugas Kvietkauskas (ur. 27 maja 1976 w Poniewieżu) – litewski literaturoznawca, tłumacz i nauczyciel akademicki, w latach 2019–2020 minister kultury.

## Życiorys
Absolwent filologii i literatury litewskiej na Uniwersytecie Wileńskim (licencjat w 1998, magisterium w 2000). W latach 2002–2003 kształcił się w zakresie judaistyki w Oxford Centre for Hebrew and Jewish Studies w ramach Uniwersytetu Oksfordzkiego. Doktoryzował się w zakresie nauk humanistycznych na Uniwersytecie Wileńskim w 2006. W latach 1999–2008 pracował jako redaktor działu krytyki w piśmie „Metai”. Został też nauczycielem akademickim na macierzystej uczelni, dochodząc do stanowiska docenta. W latach 2000–2010 odbył staże naukowe, m.in. na Uniwersytecie Jagiellońskim (2000), w instytucie YIVO w Nowym Jorku (2006) i na Uniwersytecie Yale (2010). W 2007 podjął pracę w Instytucie Literatury Litewskiej i Folkloru, w latach 2008–2018 był dyrektorem tej instytucji, po czym do czasu powołania na ministra kultury pełnił funkcję zastępcy dyrektora instytutu.
Publikował m.in. poezję i eseje. Zajął się badaniem problematyki wielojęzyczności literatury litewskiej, a także m.in. twórczości Czesława Miłosza. Tłumaczył na język litewski utwory Czesława Miłosza, Abrahama Suckewera i Wisławy Szymborskiej. Badacz wielojęzycznej historii i literatury Litwy, w tym polskich śladów i kontekstów. Opublikował m.in. dwie monografie: Vilniaus literatūrų kontrapunktai. Ankstyvasis modernizmas 1904–1915 (2007) oraz – wspólnie z profesor Viktoriją Daujotytė – Lietuviškieji Česlovo Milošo kontekstai (2011); obie zostały przełożone na język polski.
Był aktywnie zaangażowany w obchody Roku Czesława Miłosza na Litwie. W 2012 opracował zbiór artykułów pt. Czesławo Miłoszo kūryba: modernioji LDK tradicijų tąsa. W 2016 był jednym z inicjatorów projektu remontu schodów imienia Czesława Miłosza na wileńskim Starym Mieście. Inicjatywę wsparło polskie Ministerstwo Kultury i Dziedzictwa Narodowego oraz Instytut Polski w Wilnie.
11 stycznia 2019 objął urząd ministra kultury w gabinecie Sauliusa Skvernelisa, który sprawował do 11 grudnia 2020.
Deklaruje znajomość języka angielskiego, rosyjskiego, polskiego i jidysz.

## Odznaczenia
- Krzyż Kawalerski Orderu Wielkiego Księcia Giedymina (2018)[1]
- Krzyż Kawalerski Orderu Zasługi Rzeczypospolitej Polskiej (2018)[6][7]

## Publikacje w języku polskim
- Mindaugas Kvietkauskas, Polifonia literatury wileńskiej w okresie wczesnego modernizmu 1904–1915, tłum. Beata Kalęba, Towarzystwo Autorów i Wydawców Prac Naukowych Universitas, Kraków 2012, ISBN 97883-242-2236-0.
- Viktorija Daujotytė, Mindaugas Kvietkauskas, Litewskie konteksty Czesława Miłosza, tłum. Joanna Tabor, Fundacja Pogranicze, Sejny 2014, ISBN 978-83-613-8834-0.